# Photograph 51
Photograph 51 és una obra de teatre d'Anna Ziegler. Photograph 51 es va estrenar al West End de Londres al setembre de 2015. L'obra se centra en el paper, sovint ignorat, de la cristal·lògrafa de raigs X Rosalind Franklin pel que fa al descobriment de l'estructura de doble hèlix de l'ADN mentre treballava al King's College de Londres.
Aquesta obra va guanyar el tercer Concurs Internacional de Guió STAGE el 2008. El títol prové de la Foto 51, el sobrenom de la imatge de difracció de raigs X presa per Raymond Gosling el maig de 1952, sota la supervisió de Rosalind Franklin.. L’obra d’un sol acte dura 95 minuts sense interrupció.
La fotografia 51 es va encarregar, desenvolupar i es va estrenar mundialment sota la direcció de Mary Resing per Active Cultures Theatre de Maryland el 2008. Aquell any, també va guanyar el concurs internacional de guions STAGE (Scientists, Technologists and Artists Generating Exploration) del 2008 per a Millor Nou joc. La Fotografia 51 va tenir produccions posteriors al The Fountain Theatre de Los Angeles, al Ensemble Studio Theatre de Nova York, al Theatre J de Washington DC, al Seattle Repertory Theatre de Seattle, entre molts altres, després al Noël Coward Theatre de Londres, al West End, dirigida per Michael Grandage.
Repartiment
El repartiment original de l'obra londinenca:
- Nicole Kidman com Rosalind Franklin
- Stephen Campbell Moore com Maurice Wilkins
- Edward Bennett com Francis Crick
- Will Attenborough com James Watson
- Patrick Kennedy com Donald Caspar
- Joshua Silver com Raymond Gosling

## Resposta crítica
MIchael Billinton de The Guardian va escriure que "Nicole Kidman captura l'èxtasi del descobriment científic...". "La nova obra d'Anna Ziegler afirma la contribució del químic dels anys 50 Rosalind Franklin al descobriment de l'ADN i pregunta: la ciència continua sent sexista?" 
Ben Brantley de The New York Times va escriure que "Quan Nicole Kidman surt de les ombres, trencant-se d'una paret d'homes, i a la vora de l'escenari al No.l Coward Theatre... els seus ulls fan un raig de voluntat. És una mirada que tant es refreda com s'escalfa, que irradia i reclama confiança en aquesta presència singularment autopossessada... Sí, el guió fa les seves concessions a les convencions romàntiques... La fotografia 51 sosté una tensió dramàtica irrisòria fins i tot quan faldilla de banalitat o tedi d'exposició. I la senyora Kidman, que converteix la guàrdia de Franklin en tant una revelació com una ocultació de caràcter, és molt propera a la perfecció." 
Paul Taylor de The Independent va escriure que "En la seva actuació convincent i subtil, Kidman captura bellament la pusil·lànime defensa, la dedicació solitària i els anhels emocionals sufocats del científic... L'excel·lent producció de 91 minuts de Michael Grandage equilibra les seves energies com a thriller de detectiu i com a especulació interactiva sobre els moments en què la seva vida podria haver pres un gir diferent".
Stephen Dalton de The Hollywood Reporter va escriure que "...L'obra de Ziegler és essencialment una barreja d'un biodrama directe i una lliçó de ciència d'institut. Sense l'apel·lació de la marquesa de Kidman, hauria estat una opció inusualment dotada per al West End. Afortunadament, Kidman ho fa. "El seu rendiment és silenciat però amb una intensitat fiable, donant consells sobre les profunditats ferides sota l'exterior implacablement fred de Franklin.... La producció de Grandage és un esforç digne, però una mica inapassionada, inherentment limitada en la força dramàtica pel seu tema." 
Dominic Cavendish de The Daily Telegraph va donar a l'obra quatre de cinc estrelles, escrivint que "...Kidman suggereix brillantment una dona intel·ligent compactada de porcellana i acer. No tenir sentit, sovint és divertida. Un put-down primerenc – 'No faig broma' – fa riure, però deixa de banda la seva peculiaritat també." i "Tot i que les actuacions dels homes de suport pateixen de papers escassament escrits, l'àvia ho dirigeix tot amb un aplomb característic fluid, col·locant l'acció (a vegades utilitzant simetries clares i quasi-científices) enmig d'un conjunt de torres de Christopher Oram que evoca la magnificència de Palladian bombardejada de King, munts de runes que cauen en els arcs. L'efecte és part búnquer, part gran significant de la civilització i els fonaments de la vida, i part també de la tomba. La il·luminació forense de Neil Austin, tallant núvols d'haze, veu que com Crick d'Edward Bennett i Will Attenborough i Watson finalment desfàn un secret mantingut a la humanitat durant mil·lennis, tot el rastre de la rosalind desapareix, un mallor que pren el seu lloc. Pot una imatge dir-nos gairebé tot? Sí, pot. Un triomf." 
Henry Hitchings de Evening Standard va donar a l'obra quatre de cinc estrelles, escrivint que "Això no és un vehicle estrella obvi, i sens dubte hi ha molt per a aquells que envolten Kidman per entrar en la producció intel·ligentment accelerada de Michael Grandage. Edward Bennett i Will Attenborough es combinen vigorosament com Francis Crick i James Watson, els noms dels quals són avui sinònims de sleuthing científic, i Stephen Campbell Moore porta el grau correcte de maldestra donnish a Maurice Wilkins, qui va compartir el seu Premi Nobel el 1962 (quatre anys després de la mort prematura de Franklin). Només l'investigador nord-americà Don Caspar (l'excel·lent Patrick Kennedy) sembla capaç de tractar-la com una persona més que com un obstacle. Tot i així, és l'actuació finament meditada de Kidman el que sustenta aquesta visió de vides intensament entrellaçades però separades. Captura la naturalesa obsessiva d'una dona acomiadada per Watson com a "sticiosa" i amb un "milema àcid", mentre suggereix la complexitat sota la seva severa façana, una inspiradora barreja de passió, orgull i vulnerabilitat.
Ian Shuttleworth de FT va escriure que "Kidman va ser vist per última vegada a l'escenari de Londres a The Blue Room de David Hare el 1998. Aquesta vegada el seu kit roman encès, i dot: Franklin només té ulls pel seu treball de cristal·lografia de rajos X sobre l'ADN al King's College de Londres, sense el qual Crick i Watson a Cambridge gairebé segur que no haurien trencat el secret de la doble hèlix. En la producció de Michael Grandage, Kidman aconsegueix animar el peix fred Franklin; les seves característiques són fluidament però no enormement mòbils." 
Michael Arditti d'Express li va donar quatre estrelles, comentant que Rosalind Franklin es va negar a provocar la simpatia dels seus col·legues, i és mèrit de Kidman que es nega a obtenir-la del seu públic. Igual que el seu personatge, se centra en l'intel·lectual, que fa que els seus dos moments d'auto-revelació siguin més poderosos." 

## Premis i nominacions
| Any  | Premi                                   | Categoria                        | Nominat/ada   | Resultat   |
| ---- | --------------------------------------- | -------------------------------- | ------------- | ---------- |
| 2015 | Evening Standard Theatre Award          | Millor actriu                    | Nicole Kidman | Guanyadora |
| 2015 | Harper's Bazaar Women of the Year Award | Icona del teatre                 | Nicole Kidman | Guanyadora |
| 2016 | Laurence Olivier Award                  | Millor actriu                    | Nicole Kidman | Nominada   |
| 2016 | WhatsOnStage Award                      | Millor reproducció nova          | Photograph 51 | Guanyadora |
| 2016 | WhatsOnStage Award                      | Millor actriu en una reproducció | Nicole Kidman | Guanyadora |